# Těchlovice (okres Hradec Králové)
Obec Těchlovice (německy Tichlowitz) se nachází v okrese Hradec Králové, kraj Královéhradecký, v zemědělské oblasti Východolabské tabule necelých 9 km západně od Hradce Králové. Žije zde 404 obyvatel.

## Historie
První písemná zmínka o vsi (Tyechlowicz) pochází z roku 1318.

## Pamětihodnosti
- Sloup se sochou sv. Jana Nepomuckého

## Galerie

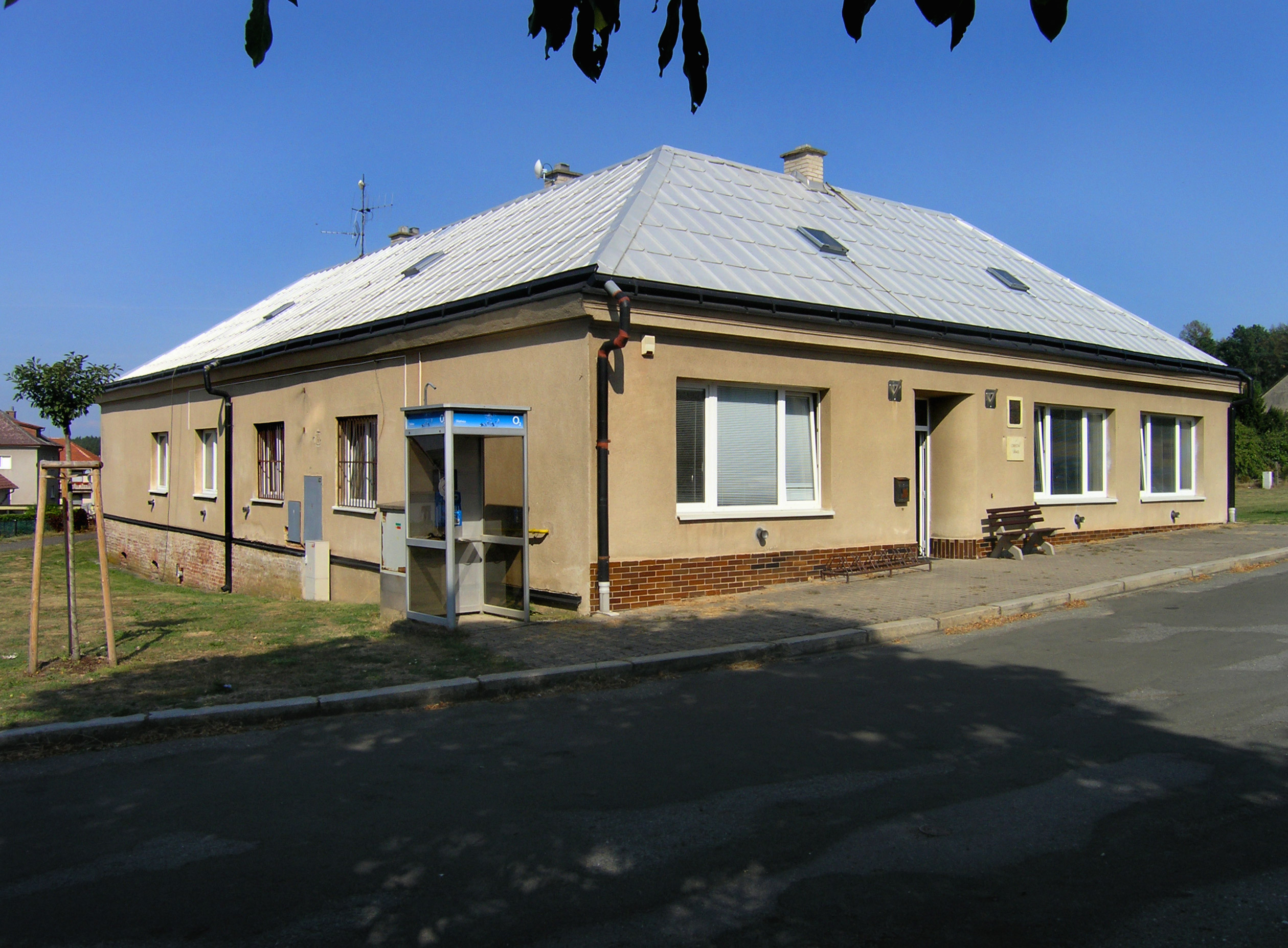
Obecní úřad
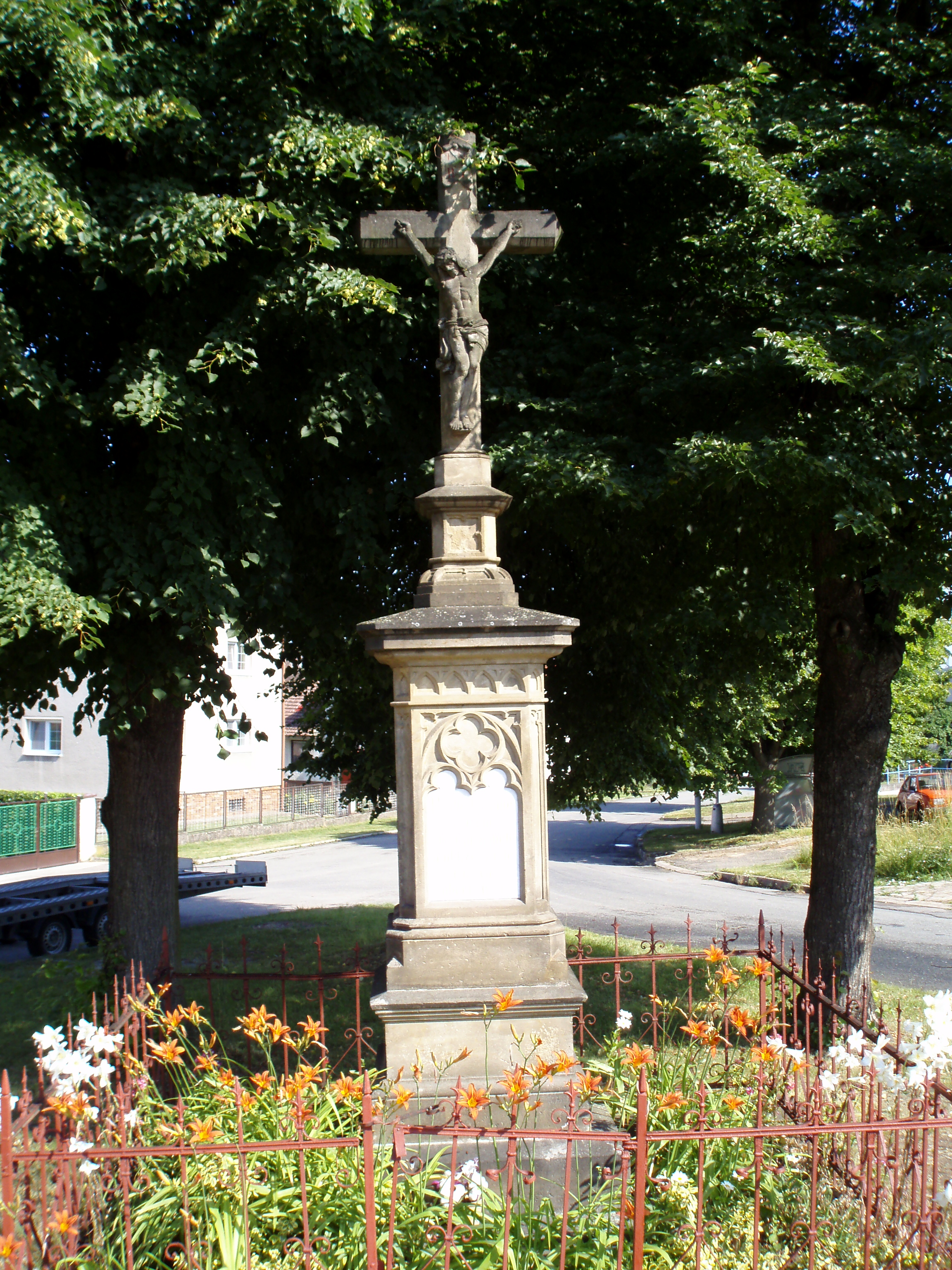
Kříž na návsi
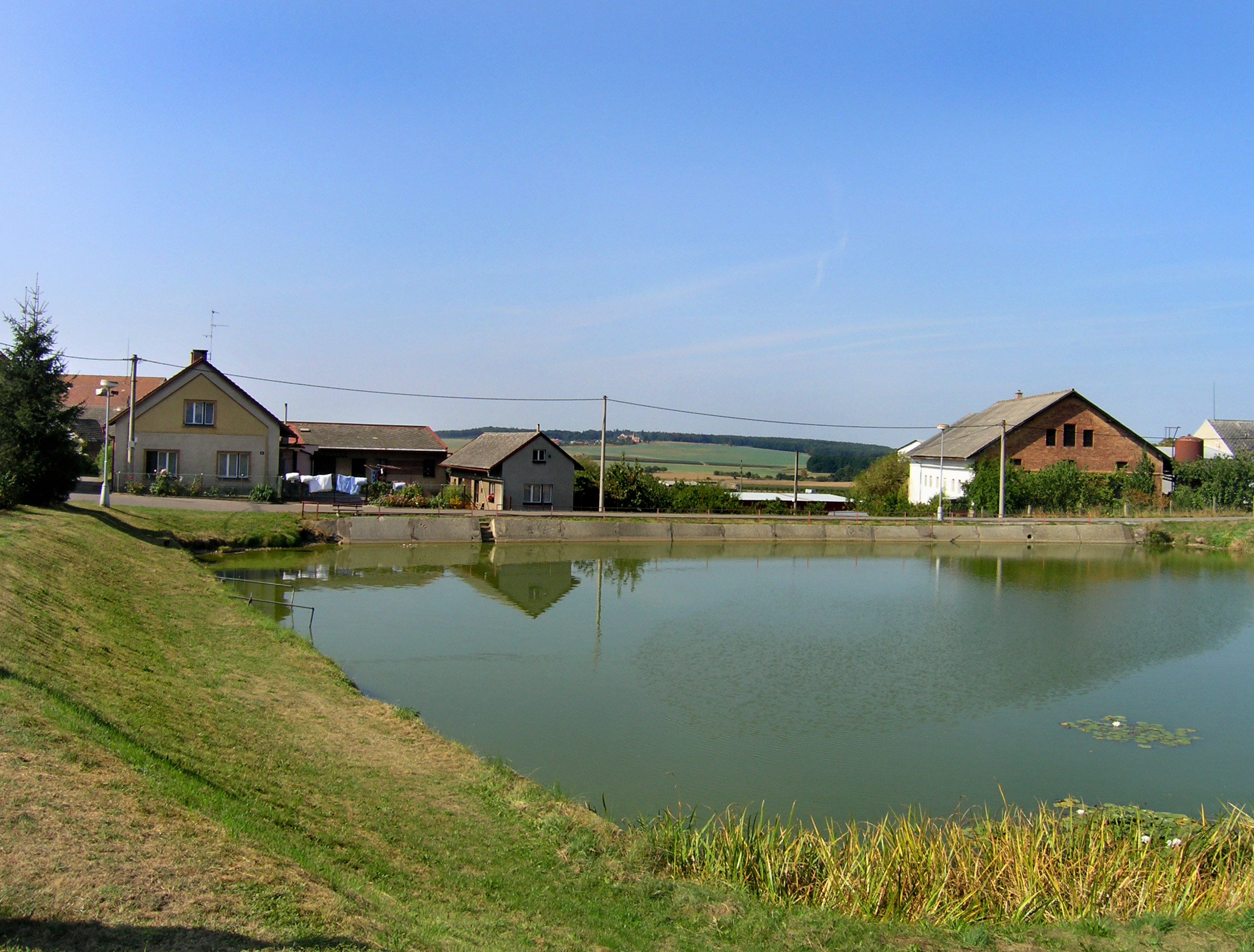
Rybník na jihozápadě obce
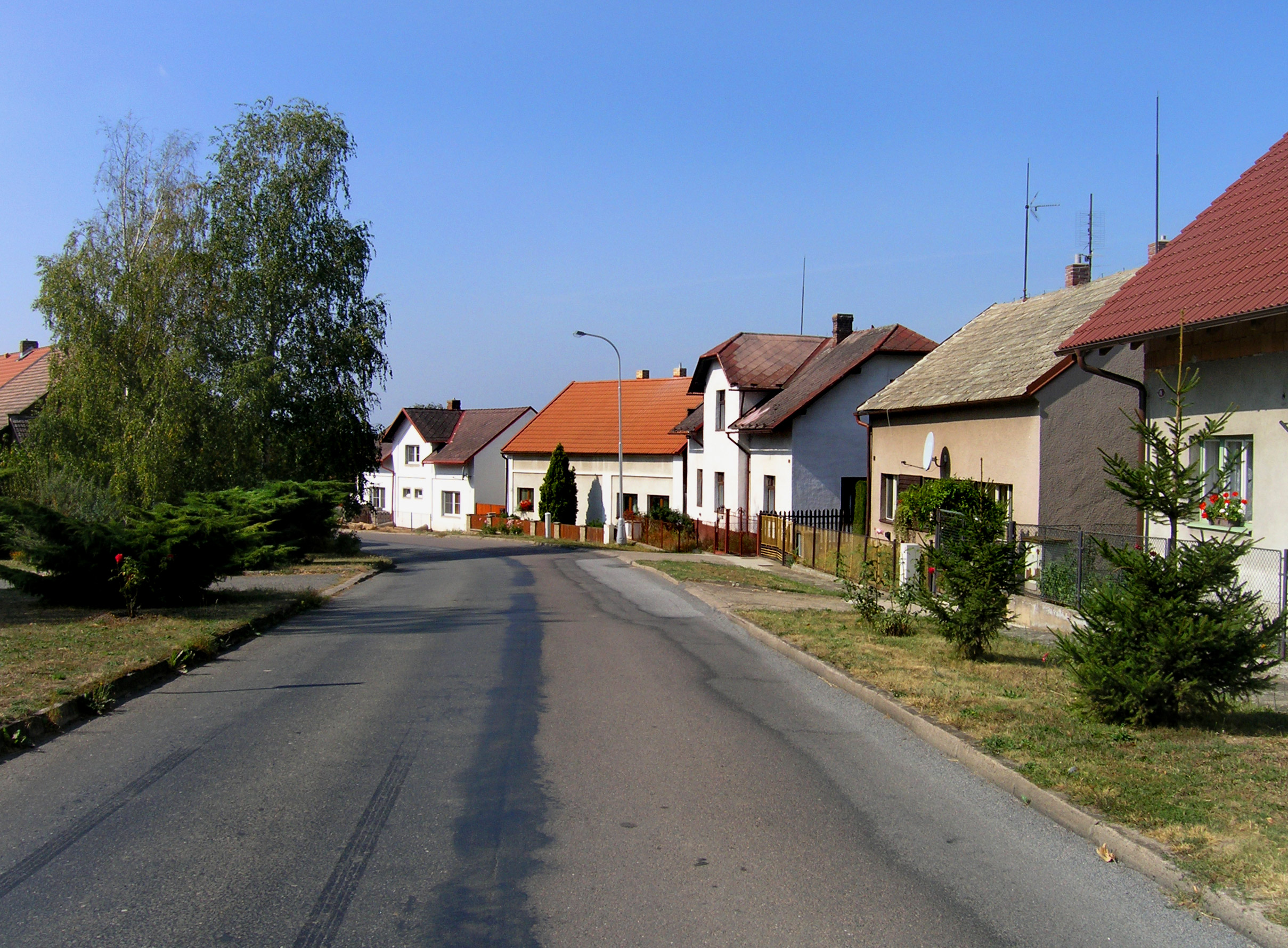
Příjezd do obce od Hradce Králové